# Hekenbroek
Het Hekenbroek is een natuurgebied in de Gelderse gemeente Bronckhorst.
Het Hekenbroek ligt ten oosten van Doesburg en ten noorden van Hoog-Keppel. Het gebied van 67 hectare wordt beheerd door Natuurmonumenten. De door het gebied stromende Rode Beek is weer hersteld, wat ten goede is gekomen aan de flora en fauna in het gebied. In het gebied leven bedreigde diersoorten als de kleine ijsvogelvlinder en de knoflookpad.